# Coppa J.League 1993
La J.League Cup 1993 o Coppa Yamazaki Nabisco 1993, la Coppa di Lega nipponica di calcio, venne vinta per la seconda volta consecutiva dai Verdy Kawasaki.
A questa competizione hanno preso parte 13 squadre, 10 delle quali facenti parte della J.League.

## Formula
Alla manifestazione parteciparono 13 squadre raggruppate in 2 gruppi. Le prime due di ogni gruppo e si qualificarono per le semifinali.

## Fase a gironi

### Gruppo A
| Squadra             | G | V | P | RF | RS | DR |
| ------------------- | - | - | - | -- | -- | -- |
| Verdy Kawasaki      | 6 | 4 | 2 | 13 | 9  | +4 |
| Gamba Osaka         | 6 | 4 | 2 | 15 | 13 | +2 |
| Kashima Antlers     | 6 | 4 | 2 | 10 | 8  | +2 |
| Kashiwa Reysol      | 6 | 4 | 2 | 9  | 9  | 0  |
| JEF United          | 6 | 2 | 4 | 10 | 8  | +2 |
| Shonan Bellmare     | 6 | 2 | 4 | 10 | 13 | -3 |
| Sanfrecce Hiroshima | 6 | 1 | 5 | 6  | 13 | -7 |

### Gruppo B
| Squadra          | G | V | P | RF | RS | DR |
| ---------------- | - | - | - | -- | -- | -- |
| Shimizu S-Pulse  | 5 | 4 | 1 | 13 | 6  | +7 |
| Yokohama Flügels | 5 | 4 | 1 | 8  | 6  | +2 |
| Júbilo Iwata     | 5 | 2 | 3 | 9  | 7  | +2 |
| Nagoya Grampus   | 5 | 2 | 3 | 9  | 9  | 0  |
| Yokohama Marinos | 5 | 2 | 3 | 7  | 13 | -6 |
| Urawa Reds       | 5 | 1 | 4 | 7  | 12 | -5 |

## Scontri a eliminazione diretta

### Semifinali
|                | Risultato |                  |
| -------------- | --------- | ---------------- |
| Verdy Kawasaki | 2 - 1     | Yokohama Flügels |
| Gamba Osaka    | 2 - 4     | Shimizu S-Pulse  |

### Finale
| Tokyo 23 novembre 1993 | Verdy Kawasaki | 2 – 1 | Shimizu S-Pulse | National Stadium (53 677 spett.) |

## Premi
- MVP: Bismarck -  Verdy Kawasaki